# Paul Mellon

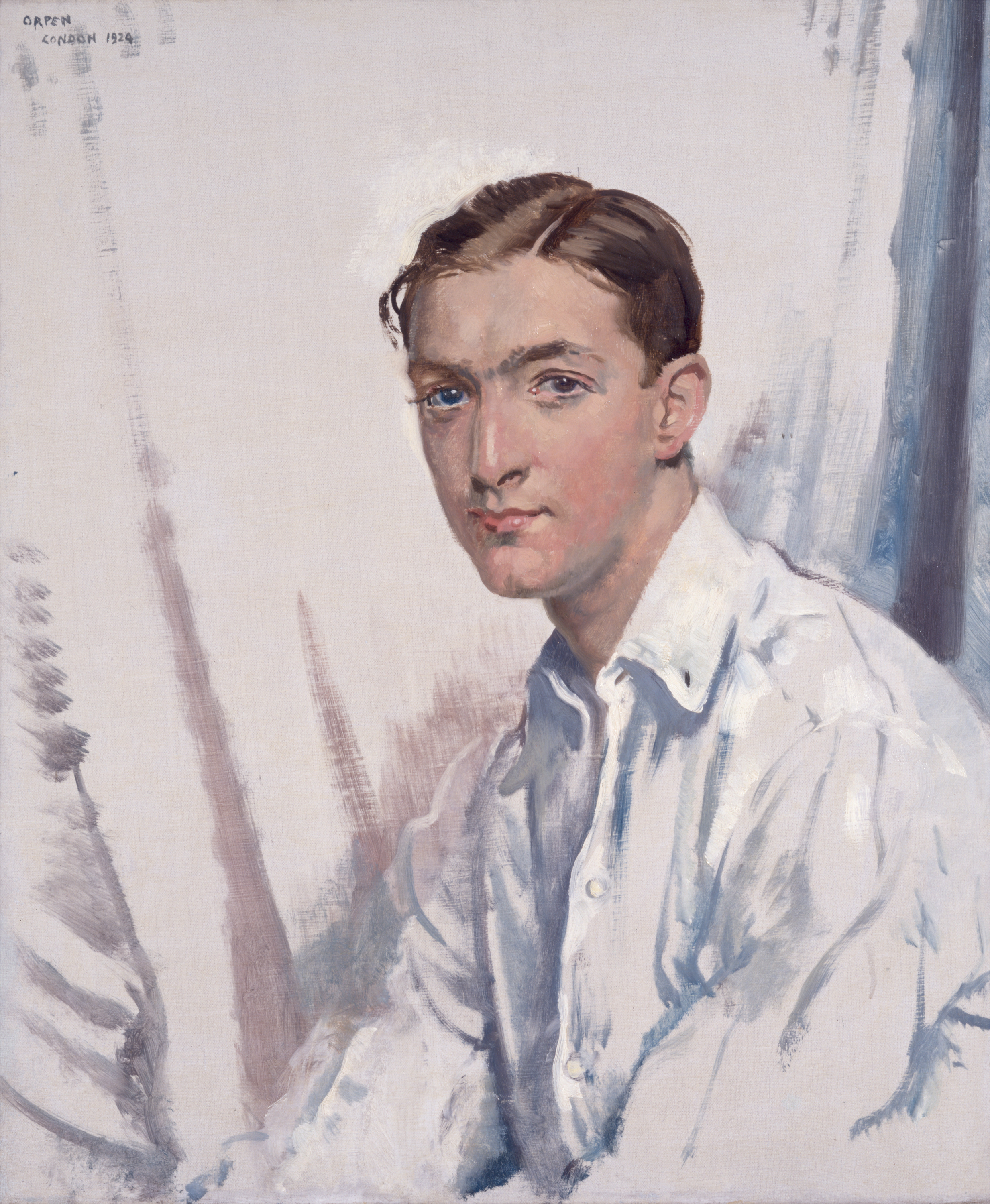
Paul Mellon (William Orpen, 1924)

Paul Mellon (* 11. Juni 1907 in Pittsburgh, Pennsylvania; † 1. Februar 1999 in Upperville, Virginia) war ein US-amerikanischer Unternehmer, Philanthrop, Kunstsammler, Kunstmäzen sowie Züchter und Besitzer von Rennpferden.

## Herkunft
Den Grundstock zum Vermögen der Familie Mellon hatte Pauls Großvater Thomas Mellon (1813–1908) gelegt. Dieser war als protestantischer Bauernsohn 1818 aus Nordirland in die USA ausgewandert und hatte zunächst erfolgreich als Rechtsanwalt gearbeitet, bevor er die Mellon Bank gründete. Dessen Sohn Andrew W. Mellon (1855–1937) übernahm später die Leitung der Bank und investierte darüber hinaus in Werft-, Öl-, Stahl- und Bauunternehmen. Nach Andrew Mellons Heirat mit der 20 Jahre jüngeren Engländerin Nora McMullen kam 1901 deren erstes Kind Ailsa (1901–1969) zur Welt. Sechs Jahre später wurde Paul Mellon geboren. Nachdem die Eltern sich 1912 scheiden ließen, wuchsen die Kinder beim Vater auf.

## Leben
Paul Mellon besuchte das Jungeninternat Choate Rosemary Hall und studierte an der Yale University, wo er Mitglied einer renommierten geheimen Gesellschaft der Scroll and Key war, sowie stellvertretender Redakteur der Yale Daily News. Nach seinem Abschluss in Yale ging er nach England um am Clare College der Universität Cambridge zu studieren und schloss 1931 sein Studium als Bachelor (BA) ab. 1933 kehrte Paul Mellon nach Pittsburgh zurück und arbeitete in der Mellon Bank. 1935 heiratete er Mary Conover Brown. Das Paar zog nach Virginia und bekam eine Tochter und einen Sohn, Timothy Mellon.
Nach dem Tod des Vaters 1937 erbte Paul Mellon zusammen mit seiner Schwester Ailsa Mellon Bruce das beträchtliche Vermögen und zählte zu den reichsten Männern der Vereinigten Staaten. 1940 schrieb er sich im St. John’s College in Annapolis, Maryland, ein, doch nach sechs Monaten trat er in die United States Army ein. Er diente mit dem Office of Strategic Services in Europa und stieg bis zum Major auf. Nach dem Tod seiner ersten Frau, sie starb nach einem Asthmaanfall, heiratete Paul Mellon in zweiter Ehe Rachel Lowe Lambert.

## Kunstsammler und -mäzen
Andrew Mellon hatte den Bau der National Gallery of Art in Washington, D.C. finanziert. 1941 schenkte Paul Mellon das Gebäude und die Sammlung seines Vaters von 115 Gemälden dem amerikanischen Staat. Er war jahrzehntelang im Aufsichtsrat der National Gallery, 1938–1939 und 1963–1978 als Präsident, zum Wohle des Museums tätig und stiftete dem Museum im Laufe seines Lebens mehr als 1000 Werke.
Seit 1936 trug Paul Mellon eine bedeutende Sammlung britischer Kunst zusammen, die er 1966 der Yale University stiftete, dazu die Mittel zum Bau eines Museums durch den Architekten Louis Kahn, das Yale Center for British Art. Auch als Förderer des Virginia Museum of Fine Arts in Richmond (Virginia) trat er hervor. In seiner Schule Choate stiftete er ein Arts Center, das I. M. Pei baute. Zudem gründete Paul Mellon 1941 die Old Dominion Foundation und 1945 die Bollingen Foundation.

## Auszeichnungen
- 1945 Bronze Star
- 1971 Mitglied der American Philosophical Society
- 1974 Order of the British Empire, Knight Commander (KBE)
- 1985 National Medal of Arts
- 1989 Benjamin Franklin Medal for Distinguished Public Service der American Philosophical Society
- 1992 Mitglied der American Academy of Arts and Sciences
- 1994 Ehrenmitglied der British Academy
- 1997 National Medal of Arts and Humanities

## Autobiographie
- Paul Mellon: Reflections in a Silver Spoon. 1992, ISBN 0-688-09723-5.